# Evelyn De Morgan
Evelyn De Morgan, née Evelyn Pickering à Londres le 30 août 1855 et morte dans la même ville le 2 mai 1919, est une peintre préraphaélite britannique.

## Biographie

### Enfance et formation
Evelyn De Morgan naît à Londres, au sein d'une famille de la classe moyenne supérieure : son père, Percival Pickering, est greffier de Pontefract ; sa mère, Anna Maria Wilhelmina Spencer Stanhope, est la sœur de l'artiste John Roddam Spencer Stanhope et descend de Thomas Coke, comte de Leicester.
Elle reçoit une éducation à la maison donnée par des tuteurs. Elle partage ses leçons avec ses frères. Ses cours portaient sur le latin, le grec, le français, l'allemand et l'italien, ainsi que sur la littérature classique, la mythologie et les sciences, des sujets rarement accessibles aux filles de son âge. La religion joue également un rôle important dans l'éducation des enfants, enseignée par des pasteurs venant à la maison avec la même régularité que les tuteurs. Bien que la mère d'Evelyn eût elle-même grandi dans une famille d'artistes, elle avait des opinions conservatrices sur la place de l'art dans l'éducation; en réaction, Evelyn De Morgan se tourne vers la poésie.
En 1871, Evelyn De Morgan commence à prendre des cours de dessin. En 1872, elle entre au Royal College of Art (anciennement la South Kensington National Art Training School). L'année suivante, la Slade School of Art accepte les femmes, De Morgan la rejoint en 1873. Dans cette école, jusqu'en 1875, elle étudie sous la direction d'Edward Poynter. Outre l'obtention d'une bourse complète de 50 livres, le talent de De Morgan est salué par de nombreuses distinctions, comprenant plusieurs prix et médailles pour ses dessins et compositions. C'est à cette époque que la peintre commence à utiliser son deuxième prénom, plutôt que son prénom de baptême, Mary. Evelyn soumettait ses œuvres sous ce nom, utilisé comme prénom neutre, afin de s'assurer qu'elles seraient évaluées sur leur mérite et non pénalisées parce qu'elle était une femme dans un monde d'hommes. En 1876, elle a déjà vendu et exposé ses premières œuvres.
Son oncle John Roddam Spencer Stanhope a beaucoup d'influence sur elle. En 1877-1878, elle lui rend visite à Florence ainsi que plus tard. Elle s'y rend très souvent. En effet, elle passe les hivers de 1890 à 1914 à Florence. Ces visites l’amènent à s’intéresser à des artistes de la Renaissance comme Botticelli.

### Carrière artistique
Dans les années 1880, l'artiste peint plusieurs nus féminins, tels que The Little Sea Maid vers 1888, basé sur le conte de Hans Christian Andersen.
Elle épouse le céramiste William De Morgan en 1887. Ils vivent à Londres.
La plupart de ses peintures à l'huile sont exécutées dans les années 1890, en particulier les portraits féminins à la verticale, qu'elle a réalisés principalement pour un propriétaire de navire à Liverpool, William Imrie. Elle trouve des motifs dans les textes d'Alfred Tennyson (Life and Thought have Gone Away, 1893) et d'Homère, comme dans les tableaux Helen of Troy et Cassandra.
À partir de la fin des années 1880, ses œuvres sont influencées par la spiritualité, en partie en raison de son contact avec sa belle-mère Sophia Frend De Morgan, des écrits d'Emanuel Swedenborg et d'expériences d'écriture automatique. Elle développe une croyance en une vie après la mort, comme en témoignent ses œuvres Lux in Tenebris et The Valley of Shadows. L'œuvre S.O.S., dans laquelle une figure féminine debout sur une falaise et menacée par des serpents tend ses mains vers le ciel, révèle la croyance de l'artiste en la rédemption.
Bouleversée par les horreurs de la guerre des Boers et plus tard par la Première Guerre mondiale, la peintre s'intéresse, à partir du tournant du siècle, à des sujets graves et sombres, produisant plus de quinze œuvres sur le thème de la guerre qui reflétaient notamment son point de vue pacifiste.
Son mari meurt en 1917. Elle meurt deux ans plus tard et est enterrée au Brookwood Cemetery, près de Woking, dans le Surrey.

## Opinions politiques
Evelyn De Morgan s'oppose aux attentes sociales imposées aux femmes et soutient ardemment leurs droits, en embrassant le mouvement des suffragettes et en peuplant ses tableaux de personnages féminins forts, illustrant ainsi des récits féministes.

## Style artistique
Son style peut être séparé en plusieurs périodes :
- 1875–1883 : influence de Sandro Botticelli ;
- 1883–1890 : spiritualité et allégorie ;
- 1890–1900 : soutien de mécènes ;
- 1900–1914 : période colorée ;
- 1914–1919 : artiste engagée dans le pacifisme[1].

Dans ses œuvres graphiques et picturales, Evelyn De Morgan s'est d'abord concentrée principalement sur des thèmes religieux (Tobias and the Angel, 1875 ; By the Waters of Babylon, 1883). Ses représentations de paysages sont imprégnées d'une influence italienne, et elle est également inspirée par son oncle John Roddam Spencer Stanhope. Flore (1894) montre l'influence de Botticelli sur l'artiste.
Elle utilise l'iconographie chrétienne de la lumière pour exprimer la lutte morale entre le bien et le mal, la vérité et le mensonge. Dans ses œuvres, de nombreux anges et diables sont déguisés de différentes manières. La lumière est une métaphore de la présence divine tandis que l'obscurité représente des forces malveillantes.
Une de ses œuvres majeures est Dawn (Aurora Triumphans), qui a longtemps été attribuée à Edward Burne-Jones, notamment en raison de son influence sur les œuvres tardives de la peintre. Elle utilise également des références telles que les Métamorphoses d'Ovide pour évoquer la renaissance et l'immortalité.
Elle utilise principalement des allégories, des sources chrétiennes et de la poésie contemporaine. Sur le plan stylistique et thématique, les œuvres de la peintre s'inscrivent dans le mouvement du symbolisme de la fin du XIXe siècle. Malgré les idées spiritualistes de De Morgan, ses œuvres ont des racines dans l'iconographie chrétienne et sont stylistiquement conservatrices. En effet, ses sujets se limitent à des portraits avec un arrière-plan floral, ou à un arrangement avec des frises. L'artiste est une dessinatrice, principalement influencée par la Renaissance italienne. Elle préparait ses œuvres avec des études détaillées de personnages. Les recherches des dernières années démontrent que De Morgan n'était pas véritablement une artiste préraphaélite tardive, mais qu'elle réagit à de nombreux thèmes moraux et intellectuels de son époque à travers des allégories.

## Œuvres
- Tobias and the Angel, 1875.
- Dryad, 1877 Voir.
- La Nuit et le Sommeil, 1878.
- Goddess of Blossoms & Flowers,1880 Voir.
- Phosphorus and Hesperus 1881 Voir.
- By the waters of Babylon, 1883.
- Love's Passing (1883-1884) Voir.
- Dawn (Aurora Triumphans), 1886.
- Hope in a Prison of Despair, 1887 Voir.
- The little sea mermaid, 1888.
- Flore, 1894.
- Lux in Tenebris, 1895.
- Eos, 1895.
- Cassandra,1898.
- Helen of Troy,1898 Voir.
- The Valley of Shadows,1899.
- The Storm Spirits,1900 Voir.
- The Love Potion,1903 Voir.
- Queen Eleanor & Fair Rosamund,1905 Voir.
- Port after Stormy Seas, 1907 Voir.
- The Prisoner, 1907 Voir.
- Death of the Dragon, 1914.
- S.O.S., vers 1915.
- The Red Cross, 1916 Voir.
- The Gilded Cage, 1919 Voir.
- Dawn (Aurora Triumphans).
- The worship of Mammon Voir.
- Undiscovered Country.
- Médée.
- Earthbound Voir.
- Ariadne in Naxos Voir.
- The Hour-Glass Voir.
- Deianera Voir.
- The Kingdom of Heaven Suffereth Violence.

Œuvres d'Evelyn De Morgan
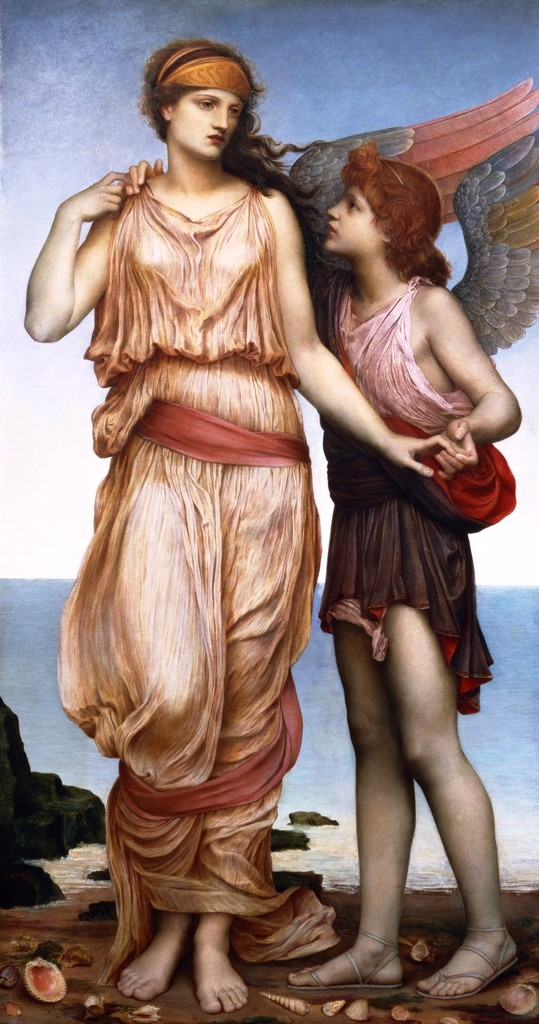
Vénus et Cupidon, vers 1878, Londres, De Morgan Centre (en).
Hélène de Troie, 1897, Londres, De Morgan Centre (en).
Cassandra, 1897, Londres, De Morgan Centre (en).
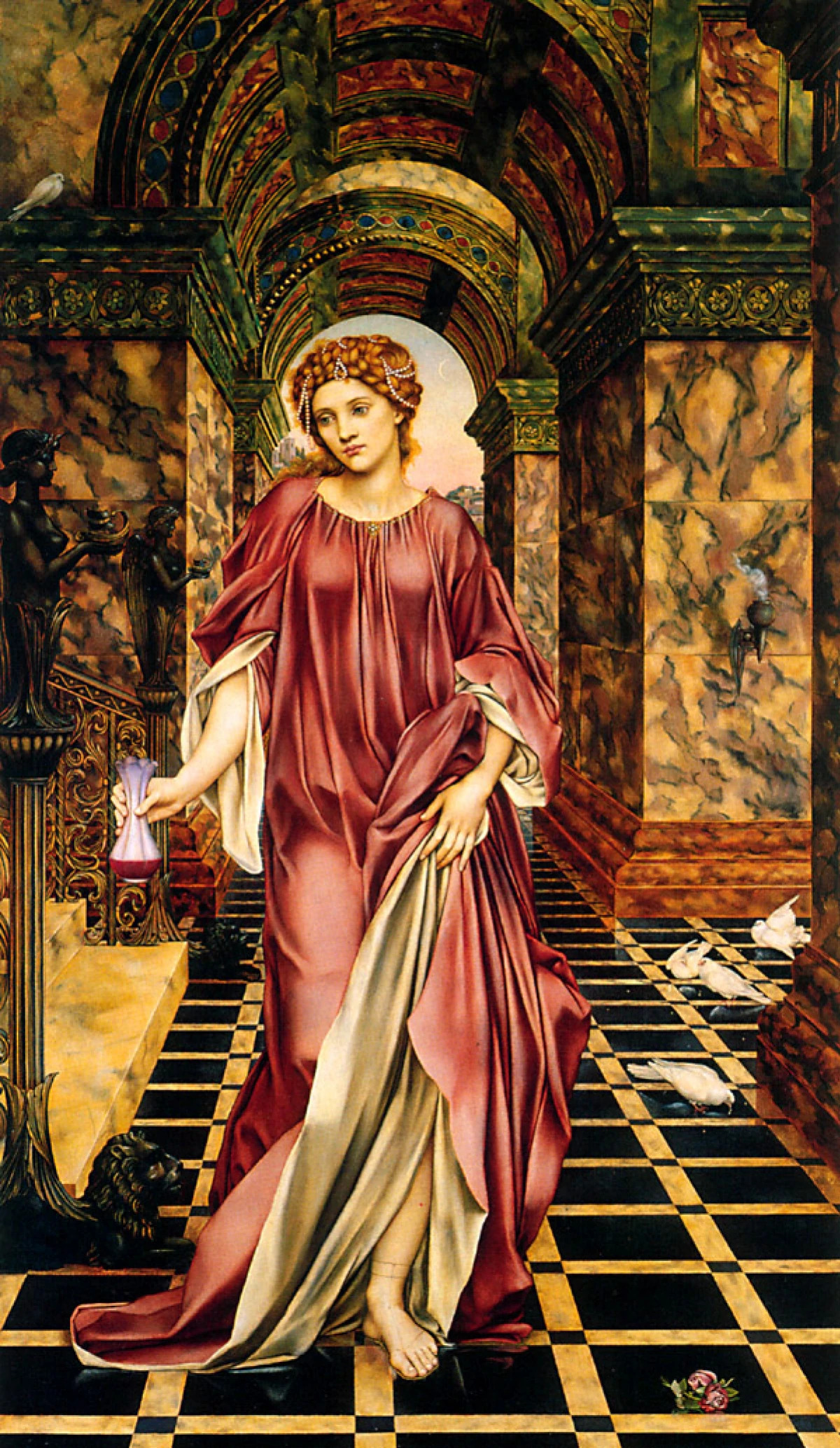
Médée, 1889, Birkenhead
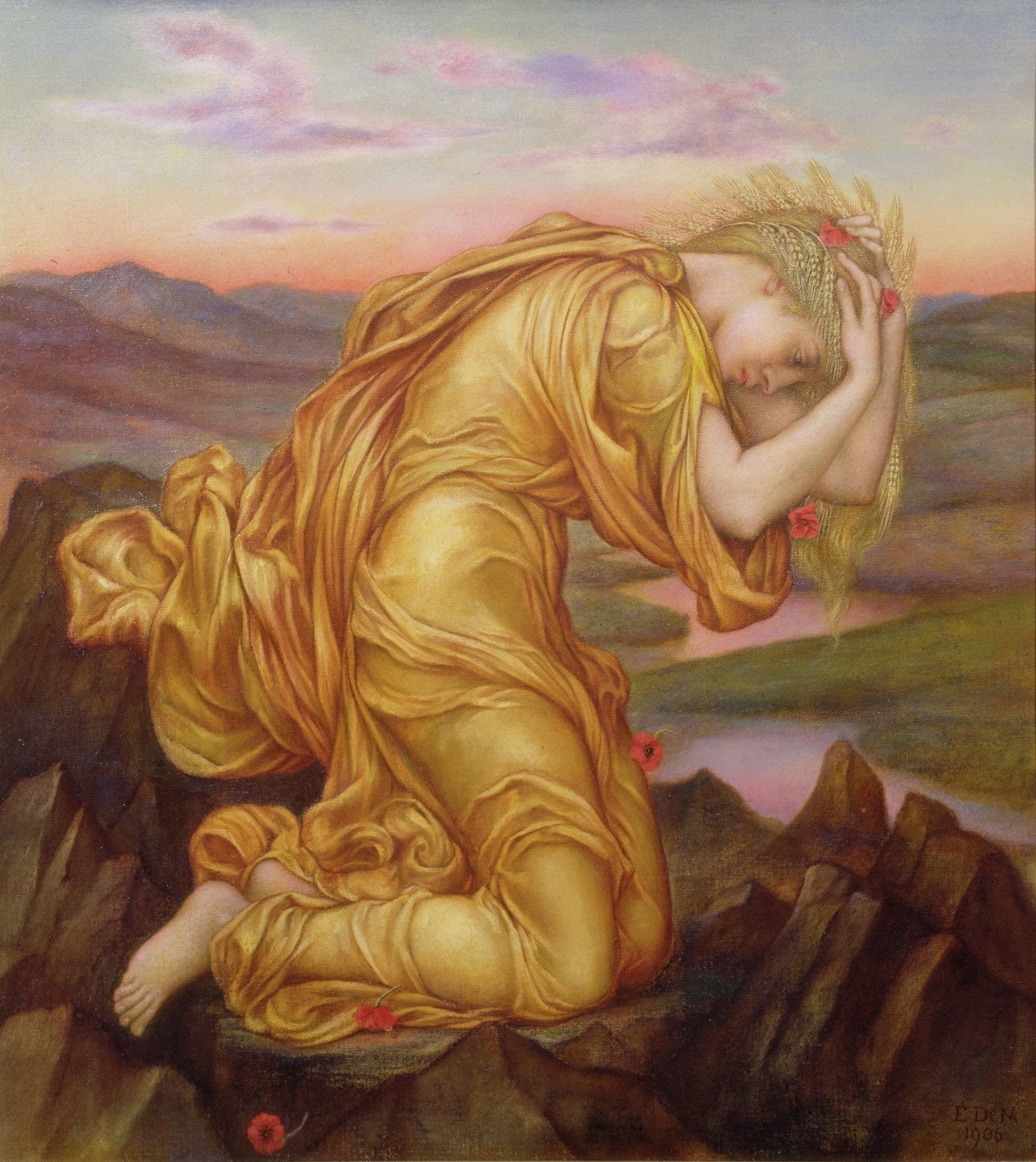
Déméter, 1906, localisation inconnue.